# 김인성 (공학자)
김인성은 대한민국의 IT 분야 공학자이다.

## 경력
- 서울대학교 물리학과 중퇴[2]
- 서울대학교 컴퓨터공학과 졸업[2]
- 전 한양대학교 컴퓨터공학과 교수[3]

## 저서
창작자의나라
유시민이재명